# Malayotyphlops collaris
Malayotyphlops collaris — вид змій родини сліпунів (Typhlopidae). Ендемік Філіппін.

## Поширення і екологія
Malayotyphlops collaris мешкають на горі Анулінг на крайньому сході півострова Карамоан на південному сході острова Лусон, на висотіі 150 м над рівнем моря. Вони живуть в тропічних лісах, що ростуть серед карстових вапнякових скель.